# Bousies
Bousies är en kommun i departementet Nord i regionen Hauts-de-France i norra Frankrike. Kommunen ligger i kantonen Landrecies som tillhör arrondissementet Avesnes-sur-Helpe. År 2022 hade Bousies 1 770 invånare.

## Befolkningsutveckling
Antalet invånare i kommunen Bousies
| Referens: INSEE |